# لمى مرعشلي
لمى مرعشلي (مواليد 1 أبريل 1986) ممثلة لبنانية.

## عن حياتها
ابنة الفنان الراحل إبراهيم مرعشلي، درست التمثيل والإخراج في الجامعة اللبنانية الأمريكية، وشاركت بأكثر من عمل أهمهم برنامج «كتير سلبي» على شاشة الإم تي في، حيث اشتهرت بشخصياتها العفوية مثل لولي وبثينة حيث كانت أيضاً تشارك بالإعداد. كما شاركت بعدة مسلسلات مثل «سكرتيرة بابا» و«مؤبد»، بالإضافة إلى عدد كبير من المسرحيات مثل فشة خلق، آخر بيت بالجميزة، بمبة سيليكون، المهرج. عملت بإذاعة الشرق ببرنامج مباشر يومي من إعدادها وتقديمها.

## أعمالها

### مسلسلات
1. برج الحب (1996)
2. سكرتيرة بابا (1999)
3. محلولة (2006)
4. مؤبد (2007)
5. كتير سلبي (2009 - 2012)
6. مش أنا (مسلسل)- رمضان 2016 بدور جميلة خادمة هنا كارين رزق الله

### مسرحيات
1. جحا (2005)
2. المهرج (2006)
3. العميان (2007)
4. بمبة سيليكون (2008)
5. آخر بيت بالجميزة (2010)
6. فشة خلق (2011)

### إذاعة
1. الست قديرة (2012 الأردن)
2. تهاني اللقلاقة (2013)

### الدبلجة
1. فتيات القوة - باتركاب (الموسم السادس)، باتش (الموسم السادس)
2. ديسي سوبر هيرو غيرلز - رايفن